# ال انکانتو
ال انکانتو (انگلیسی: El Encanto) نام یک منطقه مسکونی در کلمبیا است.